# Tarasque
Tarasquen var et frygtindgydende monster. Den levede i områderne i Tarascon og ødelagde landskabet i stort omfang. Tarasquen var en slags drage med seks korte ben, ligesom en bjørn, okse-lignende krop dækket af et skildpaddeskjold, og en skællet hale med en skorpion brod. Den havde en løves hoved og en hests øre, og ansigtet fra en gammel mand.
Kongen af Tarascon havde angrebet tarasquen med riddere og katapulter, men til ingen nytte. Men Sankt Martha fandt uhyret og charmerede det med lovpriselser og bønner, så tog hun den tamme tarasque med tilbage til byen. Folk blev forfærdet af uhyret og angreb det da det kom nær. Uhyret ydede ingen modstand og døde der. Martha prædikede så til folkene og konverterede mange af dem til kristendommen.